# Tegerfelden
Tegerfelden is een gemeente en plaats in het Zwitserse kanton Aargau en maakt deel uit van het district Zurzach.
Tegerfelden telt 1.120 inwoners.